# 羽野晶紀のミュージックハーモニー
羽野晶紀のミュージックハーモニー（はのあきのミュージックハーモニー）はニッポン放送のラジオ番組である。パーソナリティは羽野晶紀。

## 概要
羽野にとっては東京進出後初のレギュラー番組だったが、番組内容と当時の羽野のキャラクターとがマッチしなかったのか、放送開始から1年でイルカにパーソナリティを交代。「イルカのミュージックハーモニー」として現在に至る。羽野はその後平日夜に移り「ラジオアミーゴ!羽野晶紀のいっしょうけんめいカタルーニャ」→日曜夜に移り「羽野晶紀の学園スクランブル」を担当した。
オープニングソングは山下達郎の“MUSIC BOOK”(アルバム『FOR YOU』に収録)が使用されていた。 
| ニッポン放送 日曜日 07:00～09:00                    | ニッポン放送 日曜日 07:00～09:00 | ニッポン放送 日曜日 07:00～09:00 |
| 前番組                                              | 番組名                           | 次番組                           |
| --------------------------------------------------- | -------------------------------- | -------------------------------- |
| 高杢禎彦のサンデーヒットパラダイス （07:00 - 12:00) | 羽野晶紀のミュージックハーモニー | イルカのミュージックハーモニー   |